# Лејксајд (Ајова)
Лејксајд (енгл. Lakeside) град је у америчкој савезној држави Ајова. По попису становништва из 2010. у њему је живело 596 становника.

## Демографија
Према попису становништва из 2010. у граду је живело 596 становника, што је 112 (23,1%) становника више него 2000. године.
| Група             | 2000.       | 2010.       |
| Белци             | 347 (71,7%) | 347 (58,2%) |
| Афроамериканци    | 0 (0,0%)    | 13 (2,2%)   |
| Азијати           | 44 (9,1%)   | 34 (5,7%)   |
| Хиспаноамериканци | 93 (19,2%)  | 191 (32,0%) |
| Укупно            | 484         | 596         |